# 10º Festival della nuova canzone siciliana
Il 10º Festival della nuova canzone siciliana si è svolto a Catania nel teatro ABC a partire dal 22 gennaio 2009 al 21 maggio dello stesso anno. Condotto da Salvo La Rosa con la collaborazione di Piera Manduca (da Insieme) e Alice Consoli (approdata ad Insieme anche lei nella stagione successiva), è stato trasmesso in diretta su Antenna Sicilia (anche in contemporanea su Sicilia Channel di Sky e in replica su Teletna), con la regia di Guido Pistone, coautore del programma insieme al conduttore. In questa edizione ha trionfato Mario Incudine.
Il festival è stato ripreso per i 30 anni di Antenna Sicilia. La sigla di questa edizione è "U sunaturi pazzu", eseguito dai Beans e dalla corale Tovini.

## Partecipanti
1. Lautari - C'era cu c'era
2. Alfio Antico - Tutti li così vanu a lu pinninu
3. Mario Incudine - Salina (canzone vincitrice)
4. Giovanna D'Angi - Viaggiu
5. The Acappella Swingers - Quannu puru i spini mi parunu ciuri
6. Maria Corso - Sonnu di la notti
7. Sicily Stars - Lassiti ballari
8. Rita Botto - Sonnu sunnuzzu
9. Patrizia Laquidara - E su li stiddi
10. Tony Canto - Vera
11. Tinturia - 'Ncapu e sudd
12. Agata Lo Certo - Malacuscenza
13. Tiziano Orecchio - Amuri
14. Maria Carmisciano - Luna
15. I musicanti - 'Un c'è
16. Theatricantor - Suspiri d'amuri
17. Giancarlo Guerrieri- Caminanti (vincitore del Premio dell'orchestra)
18. Letizia Contadino - Volu
19. Antonella Arancio - Senza di tia
20. Francesca Alotta - Lassimi peddiri
21. Giuseppe Castiglia - Stasira no
22. Sei Ottavi - Vucciria
23. Archinuè - Dulcinea
24. Antonio Monforte - Aspetta l'amuri
25. Romano Bros - Nu chiantu di spiranza
26. Qbeta - M'arrifriscu e m'arricriu
27. Antonio Zeta - Libiru
28. Samarcanda - N'autra puisia
29. Vittorio Magrì - Passu dopu passu
30. Massimo Gucciardo - L'emigratu

## Orchestra
L'orchestra che accompagna i cantanti al festival è quella di Peppe Arezzo.

## Parte comica
La parte comica della trasmissione è stata affidata a Enrico Guarneri, in arte Litterio Scalisi, comico catanese diventato famoso grazie al programma Insieme. Nel corso delle puntate, ha anche cantato una canzone comica prodotta appositamente per lui, Unni mi chiovi mi sciddica (lett. Dove mi piove mi scivola, col significato di Da un orecchio mi entra e dall'altro mi esce). La canzone è stata cantata dal comico anche ad Insieme e nei tour che quest'ultimo fa nelle città siciliane.

## Ospiti
- 1ª serata: Pippo Baudo e Mario Biondi[3]
- 2ª serata: Matia Bazar[4]
- 3ª serata: Gigi Finizio[5]
- 4ª serata: Peppino di Capri[6]
- 5ª serata: Anna Tatangelo[7]
- 6ª serata: Dolcenera[8]
- 7ª serata: Manuela Villa[9]
- 8ª serata: Ron[10]
- 9ª serata: Sal da Vinci[11]
- 10ª serata: Andrea Mingardi, Marcello Giordani e Carlo Muratori[12]
- 11ª serata: Mario Venuti[13]
- 12ª serata: Gigi D'Alessio[14]
- 13ª serata: Paolo Belli, Francesco Cafiso e Dino Rubino[15]
- 14ª serata: Matteo Becucci e Carlo Kaneba[16]
- 15ª serata: Amedeo Minghi e Manlio Dovì[17]
- 16ª serata: Zero Assoluto[18]
- 17ª serata: Giusy Ferreri[19]

## Mercato legato al festival
Sono usciti due cd con tutte le canzoni del festival (compresa quella di Litterio), insieme ad un dvd con le esibizioni.